# La Gravelle

La Gravelle este o comună în departamentul Mayenne, Franța. În 2009 avea o populație de 534 de locuitori.